# Spy Hunter
Spy Hunter — видеоигра в жанре аркадного вертикального скролл-шутера, выпущенная в 1983 году. Игра также была портирована на ряд игровых консолей и домашних компьютеров.
Spy Hunter заняла 88-е место в списке 100 лучших игр для ZX Spectrum по версии журнала CRASH.

## Геймплей
Игрок выступает в роли шпиона, управляющего спортивным автомобилем, который несётся по бесконечной дороге, уничтожая врагов и избегая опасностей. Основное действие происходит на трассе, на воде машина трансформируется в катер. Машину можно модернизировать, заехав в специальный фургон и получить бонус-вооружение. Вооружение в игре неограничено.
В начале игры начинается отсчет времени, игрок может разбиваться, количество попыток неограниченно. Когда отсчет заканчивается, игрок получает одну жизнь (сиреневая иконка автомобиля).
Периодически на экране появляется сообщение, что мост разрушен. Необходимо осторожно объехать его по левой стороне и превратившись в катер продолжить игру на воде. Вернуться обратно на трассу можно с правой стороны.

## Участники движения

### Союзники
- Фургон — фургон, заехав внутрь которого, игрок может приобрести улучшенное вооружение. Также фургоны снова высаживают игрока на трассу в случае смерти.
- Катер — фургон — высаживает игрока на трассу в случае смерти.

### Враги
- Голубой автомобиль — пуленепробиваемый автомобиль, сбивающий игрока с дороги.
- Красный автомобиль — имеет устройство (слэшэр), пробивающее шины автомобиля игрока, в результате чего он съезжает с дороги и теряет жизнь.
- Зелёный автомобиль — как и автомобиль игрока вооружен двумя пулеметами в бампере. Появляется на высших уровнях трассы.
- Вертолет — появляется на прямых участках, бросает бомбы. Уничтожается с одного попадания ракеты.
- Голубой катер — устанавливает мины перед игроком.
- Жёлтый катер — стреляет ракетой, только вперед. Аналогичен зелёному автомобилю.

### Нейтральные
- Мотоциклист — безвреден. Уничтожается легким толчком в корпус.
- Синий автомобиль — автомобиль мирных жителей. Никакого вреда не причиняет.
- Сиреневый автомобиль — аналогичен предыдущему.
- Утка — безобидный персонаж. Плавает вперед — назад, пока игрок не раздавит её своим автомобилем-катером.